# Vyborgsky (huyện của Leningrad)
Huyện Vyborgsky (tiếng Nga: ? райо́н) là một huyện hành chính tự quản (raion), của Tỉnh Leningrad, Nga. Huyện có diện tích 7456 kilômét vuông, dân số thời điểm ngày 1 tháng 1 năm 2000 là 112000 người. Trung tâm của huyện đóng ở Vyborg.